# Cosmos 954
Pour le voilier portant le même nom que l'opération "Morning Light", voir Morning Light (clipper).
Cosmos-954 était un satellite espion de l'Union soviétique de type Radar Ocean Reconnaissance Satellite (RORSAT) et rendu célèbre pour avoir été en 1978 la cause du premier incident spatial nucléaire.

## Histoire
Le satellite est lancé le 18 septembre 1977 depuis le cosmodrome de Baïkonour par un lanceur Tsyklon-2.
Dès le mois de septembre, des radars américains remarquent une instabilité dans la trajectoire du satellite.
Le 6 janvier 1978, son système de stabilisation d'altitude tombe en panne, et le satellite ne peut dès lors que retomber sur Terre. Le 12 janvier 1978, les autorités soviétiques sont contactées par les Américains sur l'état du satellite ; deux jours plus tard, elles confirment que ce dernier est équipé d'un générateur thermoélectrique à radioisotope BES-5 et que sa rentrée dans l'atmosphère est prévue pour le 24 janvier 1978. Les Soviétiques confirment quelques jours plus tard que le réacteur ne devrait pas atteindre la masse critique pour exploser et qu'il est conçu pour se désintégrer lors de sa rentrée dans l'atmosphère, minimisant les impacts radioactifs au sol.
Le jour prévu, le satellite s'écrase dans une région isolée des Territoires du Nord-Ouest canadiens. Mais l'accident provoque la dispersion du combustible radioactif sur une zone allant du Grand Lac des Esclaves à Baker Lake.

### Opération Morning Light

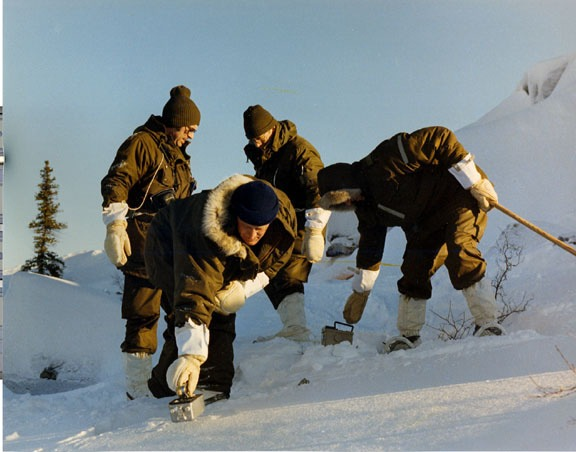
Membres de l'opération Morning Light à la recherche de débris radioactifs à l'aide de compteurs Geiger

Les États-Unis proposent leur aide au Canada, ce que Pierre Elliott Trudeau, alors premier ministre, accepte. L'opération Morning Light est lancée et dès le 24 janvier les premières recherches sont menées et des mesures de radioactivité effectuées à Yellowknife et qui se révèlent négatives. Pour écarter la possibilité d'un nuage radioactif, un avion de reconnaissance américain U2 effectue un vol en suivant la trajectoire du satellite, là encore, aucun signe de radioactivité n'est détecté.
Couvrant une bande de plus de 800 km, une surface d'environ 40 000 km2 est examinée par avions et hélicoptères et le lendemain du crash, le premier débris radioactif est découvert, qui sera suivi par plusieurs autres durant les 6 mois que durent les recherches.

### Suite juridique
L'emploi d'arme nucléaire dans l'espace est interdit depuis le Traité de l'espace de 1967, mais rien n'est dit sur les générateurs nucléaires. C'est ce vide juridique qui a été utilisé pour l'emploi d'une telle source d'énergie.
Se basant sur la Convention sur la responsabilité internationale pour les dommages causés par des objets spatiaux de 1972, le Canada réclame à l'Union soviétique la somme de 6 041 174,70 CAD. Un accord est publié le 2 avril 1981 entre le Canada et l'Union soviétique et qui prévoit le paiement de 3 000 000 CAD en compensation de la chute de matériels radioactifs sur le territoire canadien et du coût des recherches qui ont suivi. Dans l'accord, il est précisé que le coût des recherches s'élève à 12 048 239,11 CAD pour la première phase qui s'est déroulée du 24 janvier au 20 avril 1978 et à 1 921 904,55 CAD pour la seconde phase qui a duré du 21 avril 1978 au 15 octobre 1978.

## Des piles atomiques en orbite

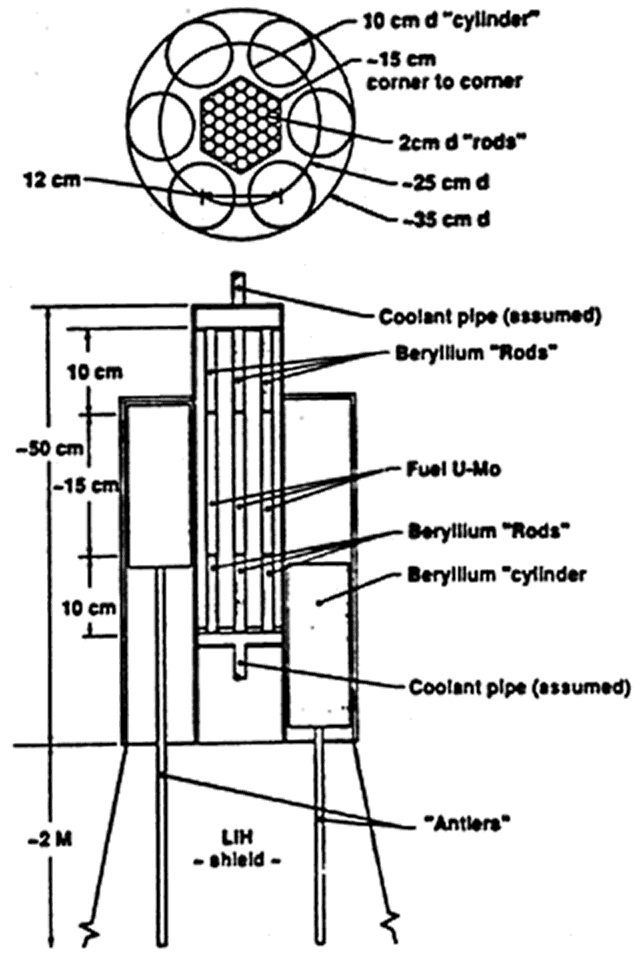
Schéma du réacteur BES-5 du Cosmos-954.

L'utilisation d'un générateur nucléaire pour des satellites a fait la une de bien des journaux de la presse mondiale lorsque l'accident est révélé par Zbigniew Brzeziński, le Conseiller à la sécurité nationale du Président des États-Unis Jimmy Carter dans l'après-midi du 24 janvier 1978 . Se pose alors la question de la raison d'être de ces satellites équipés de matériels si dangereux en cas de chute sur la Terre.
Cosmos 954 est un satellite de type Radar Ocean Reconnaissance SATellite (RORSAT), dénomination utilisée par les États-Unis. Le rôle de ce type de satellite est de surveiller les océans pour repérer les navires de guerre (ici, bateaux et sous-marins des Américains, et plus généralement de l'OTAN). La surveillance de l'océan par des satellites militaires a dans un premier temps été réalisée par des moyens optiques, où le changement de couleur de la mer pouvait indiquer la présence d'un sous-marin, mais ce moyen d'investigation est tributaire des conditions météorologiques. Afin de s'affranchir de cette contrainte, des radars ont été embarqués dans des satellites.
Le problème est que ce genre d'équipement est gourmand en énergie car l'énergie nécessaire augmente avec la puissance quatre de la distance pour conserver un signal exploitable. L'utilisation d'un générateur nucléaire, capable de fournir une grande quantité d'énergie, est donc une possibilité attirante de prime abord.
Pour la fiabilité des mesures de son équipement radar, ce genre de satellite ne peut cependant être placé sur des orbites hautes, malgré son générateur nucléaire. Contrainte qui induit des frictions relativement importantes avec les couches hautes de l'atmosphère, l'orbite ne peut donc être conservée très longtemps sans ajustement, sous peine de chute du satellite sur Terre. Une fois la mission du satellite terminée, avec l'aide du combustible radioactif, des moteurs sont chargés au bout de quelques jours (dans les modèles RORSAT pas plus de 74 jours) de placer le satellite, sur des orbites plus importantes pour qu'il reste en orbite pendant au moins plusieurs siècles.